# Robert Ivanov
Robert Ivanov (Helsinki, 19 de septiembre de 1994) es un futbolista finlandés que juega en la demarcación de defensa para el Asteras Trípoli F. C. de la Superliga de Grecia.

## Selección nacional
Hizo su debut con la selección de fútbol de Finlandia el 8 de enero de 2019 en un encuentro amistoso contra Suecia que finalizó con un resultado de 1-0 a favor del combinado finlandés tras el gol de Eero Markkanen.

## Clubes
| Club                  | País      | Año       | Partidos | Goles |
| --------------------- | --------- | --------- | -------- | ----- |
| F. C. Myllypuro       | Finlandia | 2014      | 14       | 2     |
| F. C. Viikingit       | Finlandia | 2015      | 19       | 3     |
| F. C. Honka           | Finlandia | 2016-2020 | 144      | 18    |
| Warta Poznań          | Polonia   | 2020-2023 | 87       | 2     |
| Eintracht Brunswick   | Alemania  | 2023-2025 | 47       | 1     |
| Asteras Trípoli F. C. | Grecia    | 2025-     |          |       |

## Palmarés

### Campeonatos nacionales
| Título   | Club        | País      | Año  |
| -------- | ----------- | --------- | ---- |
| Kakkonen | F. C. Honka | Finlandia | 2016 |